# Ижо, Миклош
Миклош Ижо (венг. Izsó Miklós; 9 сентября 1831 — 29 мая 1875, Будапешт) — венгерский скульптор, один из выдающихся представителей венгерской национальной скульптуры XIX века.

## Биография
В 1848 году семнадцатилетний Миклош был активным участником революции 1848—1849 годов в Венгрии. Получил ранение. Образы вождей революции (Л. Кошут, Петёфи, Ю. Бем, Л. Баттьяни, Вашвари, М. Танчич) войдут впоследствии в галерею созданных скульптором портретов.
После подавления восстания, жил в изгнании. С 1851 по 1856 года под руководством скульптора Иштвана Ференци учился резьбе по камню в городе Римавска-Собота (ныне Словакия).
В 1856 году переехал в Пешт. При поддержке молодых писателей, художников и музыкантов, отправился в Вену, где работал в скульптурной мастерской Г. Гассера и Мюнхен.
С 1859 года учился в Венской академии изобразительных искусств. После возвращения в Венгрию в 1862 году, создал цикл бюстов своих современников (Я. Арань, Б. Эгреши, А. Фай, И. Зриньи и др.).
Представитель классицизма.
Творческая жизнь скульптора Миклоша Ижо была очень недолгой.
Ему принадлежат три больших памятника, в том числе Петёфи в Будапеште, многочисленные портреты выдающихся людей Венгрии, более сорока жанровых скульптурных групп и отдельных фигур созданы им менее, чем за пятнадцать лет.
Преждевременная смерть от туберкулёза прервала интересно и плодотворно развернувшееся творчество.

## Галерея
- «Задумчивый пастух». 1862.
- Памятник Андрашу Дугоничу в Сегеде
- Памятник Петёфи в Римавска-Собота
- Памятник Чоконаи Витезу в Дебрецене